# Anders Lindqvist (ishockeyspelare)
Anders Lindqvist, född 9 januari 1976 i Luleå, är en svensk före detta professionell ishockeyspelare (back).
Han spelade en elitseriematch för Luleå HF säsongen 1994-1995.